# Regnière-Écluse
Regnière-Écluse település Franciaországban, Somme megyében. Lakosainak száma 130 fő (2022. január 1.). Regnière-Écluse Vron, Arry, Bernay-en-Ponthieu, Crécy-en-Ponthieu, Machy és Vironchaux községekkel határos.

## Népesség
A település népessége az elmúlt években az alábbi módon változott:
| Lakosok száma | 129  | 128  | 126  | 125  | 123  | 122  | 120  | 130  |
|               | 2013 | 2015 | 2017 | 2018 | 2019 | 2020 | 2021 | 2022 |